# Championnats d'Océanie de boxe amateur
Les championnats d'Océanie de boxe amateur sont organisées depuis 1969. La première édition s'est déroulée à Sydney.

## Championnats d'Océanie de boxe amateur
| Année | Édition                    | Lieu         | Lieu                      | Date              |
| 1969  | 1er championnats d'Océanie | Sydney       | Australie                 |                   |
| 1972  | 2e championnats d'Océanie  | Tahiti       | France                    |                   |
| 1973  | 3e championnats d'Océanie  | Nouméa       | France                    | 14 - 17 juin      |
| 1974  | 4e championnats d'Océanie  | Papeete      | France                    | 3 - 8 décembre    |
| 1979  | 5e championnats d'Océanie  | Dubbo        | Australie                 | 22 - 26 mai       |
| 1982  | 6e championnats d'Océanie  | Auckland     | Nouvelle-Zélande          | 24 - 28 mai       |
| 1983  | 7e championnats d'Océanie  | Sydney       | Australie                 |                   |
| 1984  | 8e championnats d'Océanie  | Taoyuan      | Taïwan                    | 26 - 30 mars      |
| 1985  | 9e championnats d'Océanie  | Melbourne    | Australie                 | 9 - 12 mai        |
| 1986  | 10e championnats d'Océanie | Apia         | Samoa                     | 10 - 15 septembre |
| 1987  | 11e championnats d'Océanie | Avarua       | Îles Cook                 | 26 - 31 juillet   |
| 1988  | 12e championnats d'Océanie | Papeete      | France                    |                   |
| 1989  | 13e championnats d'Océanie | Auckland     | Nouvelle-Zélande          | 13 - 16 novembre  |
| 1990  | 14e championnats d'Océanie | Nukuʻalofa   | Tonga                     |                   |
| 1992  | 15e championnats d'Océanie | Apia         | Samoa                     | 23 - 28 mars      |
| 1993  | 16e championnats d'Océanie | Apia         | Samoa                     |                   |
| 1994  | 17e championnats d'Océanie | Port-Vila    | Vanuatu                   | avril             |
| 1995  | 18e championnats d'Océanie | Nukuʻalofa   | Tonga                     |                   |
| 1997  | 19e championnats d'Océanie | Port Moresby | Papouasie-Nouvelle-Guinée | 24 - 29 mars      |
| 1998  | 20e championnats d'Océanie | Wellington   | Nouvelle-Zélande          |                   |
| 1999  | 21e championnats d'Océanie | Papeete      | France                    | 26 - 30 avril     |
| 2000  | 22e championnats d'Océanie | Canberra     | Australie                 | 19 - 23 mai       |
| 2001  | 23e championnats d'Océanie | Suva         | Fidji                     | novembre          |
| 2002  | 24e championnats d'Océanie | Taupo        | Nouvelle-Zélande          | 9 - 13 avril      |
| 2003  | 25e championnats d'Océanie | Papeete      | France                    | 6 - 10 mai        |
| 2004  | 26e championnats d'Océanie | Nukuʻalofa   | Tonga                     | 26 avril - 1 mai  |
| 2005  | 27e championnats d'Océanie | Port Moresby | Papouasie-Nouvelle-Guinée | 13 - 18 juin      |
| 2007  | 28e championnats d'Océanie | Apia         | Samoa                     | 23 - 27 avril     |
| 2008  | 29e championnats d'Océanie | Apia         | Samoa                     | 21 - 25 avril     |
| 2010  | 30e championnats d'Océanie | Canberra     | Australie                 | 5 - 8 août        |
| 2015  | 31e championnats d'Océanie | Canberra     | Australie                 | 28 - 30 août      |
| 2017  | 32e championnats d'Océanie | Gold Coast   | Australie                 | 27 - 29 juin      |
| 2019  | 33e championnats d'Océanie | Apia         | Samoa                     | 16 - 19 juillet   |